# Bbno$
Alexander Leon Gumuchian (/ɡʊˈmuːtʃiːɛn/, nacido el 30 de junio de 1995), conocido como bbno$ (pronunciado «Baby no Money») es un rapero y cantante canadiense nacido en Vancouver. Es conocido por su sencillo de 2019 Lalala con el productor Y2K, el cual ha sobrepasado el billón de plays en la plataforma de streaming Spotify y también por sus colaboraciones con el rapero Yung Gravy.

## Primeros años de vida
Nacido en Vancouver en 1995 en una familia armenia, recibió educación en casa antes de que entrara a Bachillerato. Mientras crecía, su madre lo animaba a aprender piano pero a siempre tuvo dificultades con la teoría musical. Gumuchian declaró que era bueno con el ritmo y le gustaba tocar los tambores djembe, pero no escuchó música por recreación hasta los 15 años.

## Carrera profesional
Empezó trabajando con música después de sufrir una lesión en su espalda, que lo privó de seguir su sueño de ser nadador profesional. En 2014 se interesó por el rap y la producción musical cuando estaba experimentando con la aplicación musical GarageBand con un grupo de amigos, el cual después se llamarían Broke Boy Gang, con los que hacía música por entretenimiento. Después de 5 o 6 meses de espectáculos en vivo siendo un grupo y múltiples lanzamientos en línea, el grupo se separó. Así empezó a lanzar sus canciones en SoundCloud en septiembre de 2016 bajo el nombre de bbnomula donde rápidamente ganó millones de reproducciones y seguidores. Ganó popularidad en China donde vendió todos sus boletos para sus primeros “back to back” en sus giras principales. Su popularidad creció en el extranjero gracias al grupo de baile chino TFBoys, después de que uno de los miembros, Jackson Yee, bailara su canción “Yoyo Tokyo” en su propia fiesta de cumpleaños.

### 2017-presente
En 2017 lanzó su primer EP, Baby Gravy, como una colaboración con Yung Gravy, poco antes de lanzar su álbum de estudio debut, Bb Steps, y su segundo EP colaborativo, Whatever, con So Loki en 2018.
A principios de 2019 lanzó su segundo álbum, Recess, el cual tuvo inspiración del show homónimo original de Disney, y que incluye colaboraciones de Y2K y Trippy The Kid. Muchos de los tracks del álbum tuvieron millones de reproducciones en Spotify. Gumuchian y Y2K han sido reconocidos por el marketing en varios sitios webs y apps en línea que tuvo la canción “Lalala” principalmente Tinder, cuentas de memes en Instagram, TikTok y Craigslist. La canción llegó al número uno en unas veinte listas musicales alrededor de todo el mundo y obtuvo más de 400 millones de reproducciones y 500,000 ventas en Estados Unidos. 
En 2019 lanzaría el álbum, I don't care at all, producido por Y2K y que contaba con varios sencillos prelanzados, Slop, Pouch y Shining on my ex, el último en colaboración con Yung Gravy.
El 14 de febrero de 2020 Baby Gravy 2 fue lanzado en colaboración con Yung Gravy. Sirve como una secuela del EP de 2017 Baby Gravy.
El 29 de enero de 2021 lanzó Help Herself, producida por Diamond Pistols, canción que sirvió como sencillo de su nuevo proyecto.
El 24 de julio de 2021, fue lanzado Edamame con la colaboración de Rich Brian, canción que fue el primer sencillo de bbno$ mixtape Eat ya Veggies. Poco después del lanzamiento de este tema empezó a insinuar el lanzamiento de un nuevo álbum en Twitter. Después de esto lanzó un segundo sencillo del proyecto titulado I remember, el 22 de septiembre de 2021.
El 8 de octubre de 2021 lanzó Eat Ya Veggies. El sexto track en el álbum “u mad!” fue incluido en la actualización del 7 de octubre de 2021.
En 2022 lanzó su nuevo sencillo llamado “Mathematics”, que fue interpretada en un espectáculo en Europa en marzo del 2022, y el video musical fue adelantado durante un encuentro de hockey de los Vancouver Canucks.
El tema Piccolo, también conocido como Dragon Ball Z debido a su referencia al manga homónimo, fue su primera actuación musical en marzo de 2022 en Europa y en mayo de 2022 durante el tour en Canadá. La canción fue adelantada en un tik tok el 18 de mayo, 2 días antes de su lanzamiento.
Su sencillo Pogo, producido por Diplo, fue lanzado el 24 de junio de 2022. Varios clips fueron adelantados en sus redes sociales y el título de la canción fue confirmada en un en vivo en Twitch en abril.

## Arte
Gumuchian ha descrito su propia música como «rap oximorónico» que es «ignorante pero melódico». Él creció escuchando dubstep y música house de artistas como Datsik & Excision, antes de escuchar hip-hop, como Tupac, Gucci Mane y Chief Keef. Ha mencionado que Yung Lean y Pouya han sido sus principales inspiraciones como rapero.

## Vida personal
Gumuchian actualmente vive en Vancouver, aunque antes residía en Kelowna, donde recibió un título en kinesiología en la Universidad de British Columbia Okanagan en 2019.

## Discografía

### Álbumes de estudio
| Bb Steps                                                          | - Lanzamiento: 12 de julio de 2018 - Discográfica: Bbno$ - Formato: Descarga digital, streaming      | —  | —  | —  | —  | —   |
| Recess                                                            | - Lanzamiento: 25 de enero de 2019 - Disquera: Bbno$ - Formato: Descarga digital, streaming          | —  | —  | —  | —  | —   |
| I Don't Care at All                                               | - Lanzamiento: 7 de noviembre de 2019 - Disquera: Bbno$ - Formato: Descarga digital, streaming       | 88 | —  | —  | —  | —   |
| Baby Gravy 2                                                      | - Lanzamiento: 14 de febrero de 2020 - Disquera: Bbno$ - Formato: LP, Descarga digital, Streaming    | —  | —  | —  | —  | 188 |
| Good Luck Have Fun                                                | - Lanzamiento: 9 de octubre de 2020 - Disquera: Bbno$ - Formato: CD, LP, descarga digital, streaming | —  | —  | —  | —  | —   |
| Eat Ya Veggies                                                    | - Lanzamiento: 8 de octubre de 2021 - Disquera: Bbno$ - Formato: CD, LP, descarga digital, streaming | 36 | 19 | 17 | 32 | —   |
| Bag or Die                                                        | - Lanzamiento: 21 de octubre de 2022 - Disquera: Bbno$ - Formato: Descarga digital, streaming        | —  | —  | 83 | —  | —   |
| "-" denota lanzamientos que no se registraron o no se publicaron. | |    |    |    |    |     |

### Jugadas extendidas
| Título               | Detalles                                                                      |
| -------------------- | ----------------------------------------------------------------------------- |
| Baby Gravy           | - Lanzamiento: 2017 - Disquera: Bbno$ - Formatos: Descarga digital, streaming |
| Whatever             | - Lanzamiento: 2018 - Disquera: Bbno$ - Formatos: Descarga digital, streaming |
| Babydrip (with SwuM) | - Lanzamiento: 2018 - Disquera: Bbno$ - Formatos: Descarga digital, streaming |
| My Oh My             | - Lanzamiento: 2021 - Disquera: Bbno$ - Formatos: Descarga digital, streaming |

### Sencillos
| Título                                                               | Año  | Posiciones                           | Posiciones | Posiciones | Posiciones | Posiciones | Posiciones | Posiciones | Posiciones | Posiciones | Posiciones | Certificaciones                                                                            | Álbum                                |
| Título                                                               | Año  | CAN                                  | AUS        | FIN        | NOR        | NZ         | SWE        | UK         | US         | US R&B     | WW         | Certificaciones                                                                            | Álbum                                |
| -------------------------------------------------------------------- | ---- | ------------------------------------ | ---------- | ---------- | ---------- | ---------- | ---------- | ---------- | ---------- | ---------- | ---------- | ------------------------------------------------------------------------------------------ | ------------------------------------ |
| "Money Conversation" (with Y2K)                                      | 2018 | —                                    | —          | —          | —          | —          | —          | —          | —          | —          | —          |                                                                                            | Sencillo sin album                   |
| "Thankful" (with Y2K and Lewis Grant)                                | 2018 | —                                    | —          | —          | —          | —          | —          | —          | —          | —          | —          |                                                                                            | Recess                               |
| "Pouch" (with Y2K)                                                   | 2019 | —                                    | —          | —          | —          | —          | —          | —          | —          | —          | —          |                                                                                            | I Don't Care At All                  |
| "Cheesy" (with Warhol.SS and Dilip)                                  | 2019 | —                                    | —          | —          | —          | —          | —          | —          | —          | —          | —          |                                                                                            | Sencillo sin álbum                   |
| "Lalala" (with Y2K or with Y2K, Carly Rae Jepsen y Enrique Iglesias) | 2019 | 10                                   | 16         | 16         | 23         | 16         | 58         | 32         | 55         | 22         | —          | - MC: 5× - Platinum - ARIA: 2× Platinum - BPI: Gold - RIAA: 2× Platinum - RMNZ: - Platinum | Sencillo sin álbum                   |
| "Bad Boy" (with Yung Bae and Billy Marchiafava)                      | 2019 | 84                                   | —          | —          | —          | —          | —          | —          | —          | —          | —          |                                                                                            | Bae 5                                |
| "Slop"                                                               | 2019 | —                                    | —          | —          | —          | —          | —          | —          | —          | —          | —          |                                                                                            | I Don't Care at All                  |
| "Shining on My Ex" (with Yung Gravy                                  | 2019 | —                                    | —          | —          | —          | —          | —          | —          | —          | —          | —          |                                                                                            | I Don't Care at All and Baby Gravy 2 |
| "Iunno" (with Yung Gravy                                             | 2019 | —                                    | —          | —          | —          | —          | —          | —          | —          | —          | —          |                                                                                            | Baby Gravy 2                         |
| "Welcome to Chilis" (with Yung Gravy)                                | 2020 | —                                    | —          | —          | —          | —          | —          | —          | —          | —          | —          |                                                                                            | Baby Gravy 2                         |
| "Off the Goop" (with Yung Gravy)                                     | 2020 | —                                    | —          | —          | —          | —          | —          | —          | —          | —          | —          |                                                                                            | Baby Gravy 2                         |
| "Out of Control" (with Lentra)                                       | 2020 | —                                    | —          | —          | —          | —          | —          | —          | —          | —          | —          |                                                                                            | Incentivize Unpaid Overtime          |
| "Mememe" (with Lentra)                                               | 2020 | —                                    | —          | —          | —          | —          | —          | —          | —          | —          | —          |                                                                                            | Good Luck Have F un                  |
| "Quarantine Freestyle" (with Lentra)                                 | 2020 | —                                    | —          | —          | —          | —          | —          | —          | —          | —          | —          |                                                                                            | Sencillos sin álbum                  |
| "What Would Baby Do?" (with Lentra)                                  | 2020 | —                                    | —          | —          | —          | —          | —          | —          | —          | —          | —          |                                                                                            |                                      |
| "Bad Boy" (with Yung Bae, and Max)                                   | 2020 | —                                    | —          | —          | —          | —          | —          | —          | —          | —          | —          |                                                                                            |                                      |
| "Astrology" (with Lentra)                                            | 2020 | —                                    | —          | —          | —          | —          | —          | —          | —          | —          | —          |                                                                                            | Good Luck Have Fun                   |
| "Jack Money Bean" (with Yung Gravy and Lentra)                       | 2020 | —                                    | —          | —          | —          | —          | —          | —          | —          | —          | —          |                                                                                            | Good Luck Have Fun and Gasanova      |
| "Imma" (with Lentra)                                                 | 2020 | —                                    | —          | —          | —          | —          | —          | —          | —          | —          | —          |                                                                                            | Good Luck Have Fun                   |
| "Backwards" (with Lentra)                                            | 2020 | —                                    | —          | —          | —          | —          | —          | —          | —          | —          | —          |                                                                                            | Good Luck Have Fun                   |
| "WaWaWa" (with Y2K)                                                  | 2020 | —                                    | —          | —          | —          | —          | —          | —          | —          | —          | —          |                                                                                            |                                      |
| "Help Herself" (with Diamond Pistols)                                | 2021 | —                                    | —          | —          | —          | —          | —          | —          | —          | —          | —          |                                                                                            | My Oh My                             |
| "Bad to the Bone" (with Lentra)                                      | 2021 | —                                    | —          | —          | —          | —          | —          | —          | —          | —          | —          |                                                                                            | My Oh My                             |
| "Wussup" (with Yung Gravy)                                           | 2021 | —                                    | —          | —          | —          | —          | —          | —          | —          | —          | —          |                                                                                            | Eat Ya Veggies                       |
| "Edamame"                                                            | 2021 | 13                                   | 23         | 8          | 24         | 21         | —          | 89         | —          | —          | 165        | - MC: Platinum - RIAA: Gold                                                                | Eat Ya Veggies                       |
| "Take a Trip"                                                        | 2021 | —                                    | —          | —          | —          | —          | —          | —          | —          | —          | —          |                                                                                            | Sencillo sin álbum                   |
| "Yoga"                                                               | 2021 | —                                    | —          | —          | —          | —          | —          | —          | —          | —          | —          |                                                                                            | Eat Ya Veggies                       |
| "Mathematics"                                                        | 2022 | —                                    | —          | —          | —          | —          | —          | —          | —          | —          | —          |                                                                                            | Bag or Die                           |
| "Piccolo"                                                            | 2022 | —                                    | —          | —          | —          | —          | —          | —          | —          | —          | —          |                                                                                            | Bag or Die                           |
| "Sophisticated"                                                      | 2022 | —                                    | —          | —          | —          | —          | —          | —          | —          | —          | —          |                                                                                            | Bag or Die                           |
| "C'est la Vie" (with Yung Gravy and Rich Brian)                      | 2022 | —                                    | —          | —          | —          | —          | —          | —          | —          | —          | —          |                                                                                            | Marvelous                            |
| "Touch Grass" (with Yung Gravy)                                      | 2022 | — (with Kalush Orchestra and DITVAK) | —          | —          | —          | —          | —          | —          | —          | —          | —          |                                                                                            | Bag or Die                           |
| Still                                                                | 2023 | —                                    | —          | —          | —          | —          | —          | —          | —          | —          | —          |                                                                                            | Sencillo sin album                   |
|                                                                      | 2023 | —                                    | —          | —          | —          | —          | —          | —          |            |            |            |                                                                                            |                                      |
| "-" denota lanzamientos que no se registraron o no se publicaron.    |      |                                      |            |            |            |            |            |            |            |            |            |                                                                                            |                                      |

## Premios y nominaciones
| Año  | Otorgar     | Categoría                         | Resultado | Ref. |
| ---- | ----------- | --------------------------------- | --------- | ---- |
| 2020 | Premio Juno | Premio a la elección de los fanes | Nominado  |      |
| 2020 | Premio Juno | Artista revelación del año        | Nominado  |      |